# 威廉·切斯特·乔丹
威廉·切斯特·乔丹（英語：William Chester Jordan，1948年4月7日—）是一位美国中世纪历史学家，1996年获得过美国中世纪研究学会颁发的哈斯金斯奖章，2012年当选美国中世纪研究学会的副会长，主要作品有《中世纪盛期的欧洲》（Europe in the High Middle Ages）等。